# Chiesa di San Nicolò Vescovo (Val di Zoldo)
La chiesa di San Nicolò Vescovo è la parrocchiale di Fusine, frazione-capoluogo del comune sparso di Val di Zoldo, in provincia di Belluno e diocesi di Belluno-Feltre; fa parte della convergenza foraniale di Longarone-Zoldo-Alpago-Ponte nelle Alpi.

## Storia
Forse l'originaria cappella della frazione era già esistente nell'XI secolo; questa era filiale della pieve di San Floriano.
Tuttavia, la prima citazione che ne certifica l'esistenza è molto più tarda, essendo datata 1570; nel 1615 la chiesetta fu eretta a parrocchiale, affrancandosi così dalla matrice di San Floriano.
Nel 1900 la chiesa fu interessata da un intervento di rifacimento, condotto su disegno dell'ingegnere Antonio Monterumici, che ne comportò il ruotamento della pianta e l'ampliamento della struttura. Il 2 luglio 1902 fu consacrata dal vescovo di Feltre e Belluno Francesco Cherubin.

## Descrizione

### Esterno
La facciata a capanna della chiesa, che volge a mezzogiorno, presenta al centro il portale d'ingresso completo di contorni in pietra e tettuccio aggettante e alcuni affreschi, quattro dei quali affiancati a esso raffiguranti gli evangelisti e uno invece posto nella parte superiore raffigurante la Madonna in trono col Bambino e ai lati due cornici dipinte a finti mattoni. Sul lato est della chiesa vi è l'affresco raffigurante il santo titolare.
Annesso alla parrocchiale è il campanile in pietra a base quadrata, la cui cella, coronata dalla guglia piramidale, presenta una bifora sormontata da una monofora.

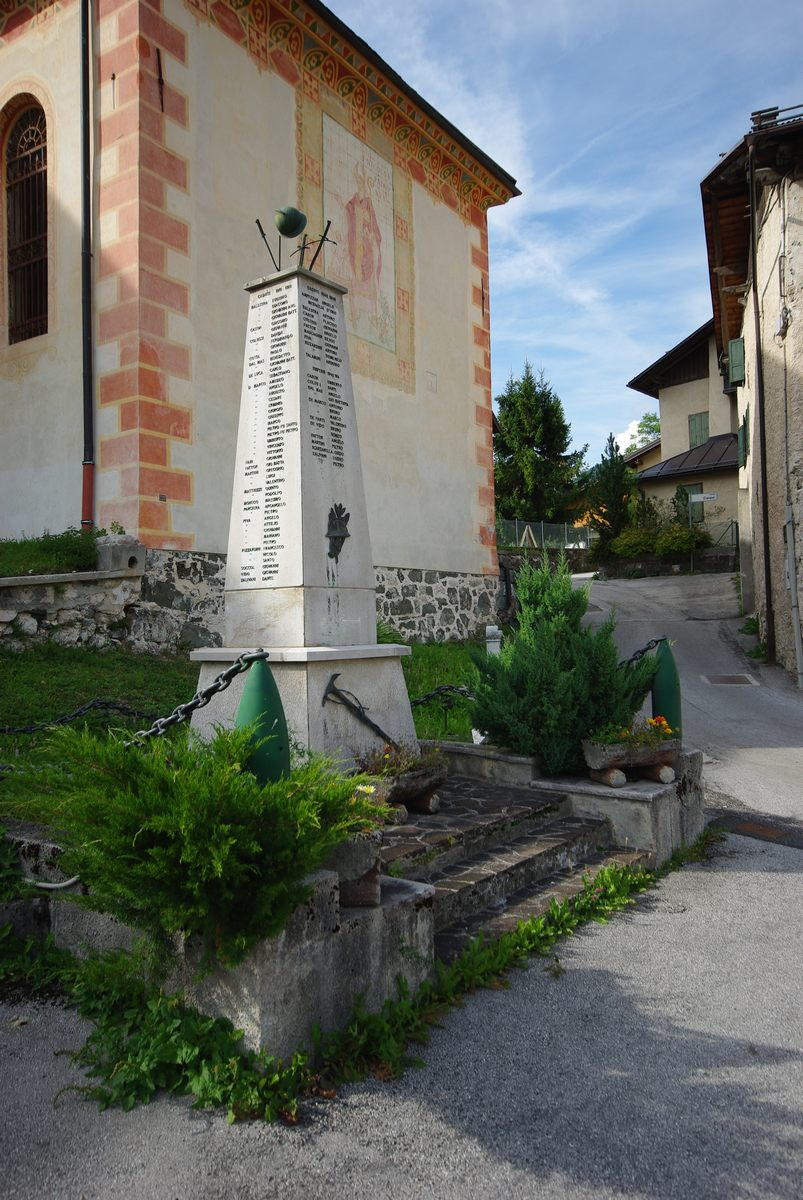
Lato a est della chiesa di San Nicolò con l'immagine del santo titolare e sacrario militare

### Interno
L'interno dell'edificio si compone di un'unica navata a croce latina con cupola affrescata centrale. Dal transetto, si accede alla sagrestia; al termine dell'aula si sviluppa il presbiterio, chiuso dall'abside.
Qui sono conservate diverse opere di pregio, tra le quali la pala con soggetto la Madonna col Bambino, eseguita da Gaspare Diziani, le due statue ritraenti rispettivamente san Pietro e san Paolo, scolpite da Valentino Panciera Besarel, il Crocefisso ligneo scolpito di Andrea Brustolon, l'organo completamente in legno, costruito nel XIX secolo da Agostino De Marco Brunet, l'altare laterale della Madonna del Rosario, realizzato da Giovanni Battista De Lotto, e la tela d'autore ignoto che rappresenta la Vergine Maria con il Cristo morto.